# Processamento primário de petróleo
O processamento primário de petróleo é separação de gás e água resultantes do processo de fabricação do petróleo. A separação é necessária devido ao gás apresentar relevante interesse econômico para a indústria, e a água, por apresentar elevado teor de sal em sua composição e formar emulsões com viscosidades superiores à do petróleo desidratado, deve ser removida, pois afeta o dimensionamento do sistema de bombeio e transferência, compromete certas operações de processo nas refinarias, além de representar volume ocioso na transferência e tancagem do petróleo e gerar problemas de incrustação e corrosão nos oleodutos de exportação. Portanto, o objetivo do processamento primário do petróleo é o de separar gás, sob condições controladas, e o de remover água, sais e outras impurezas, suficientemente para torná-lo estável e adequado para ser transferido.

## O processo de separação
O processo primário de separação do gás apresenta-se relativamente fácil, devido a grande diferença de densidade apresentada entre as fases líquida e gasosa, bastando, apenas, uma fragmentação inicial do fluido, pelo emprego de dispositivos apropriados, seguido de um baixo tempo de separação. A separação da água do petróleo apresenta-se um pouco mais complexa, pois, embora ambos sejam imiscíveis, estes ascendem à superfície sob a forma de emulsões.
Geralmente, o petróleo e a água encontram-se no fundo do poço sob a forma de duas fases separadas. Ao escoarem através das tubulações de produção, essas fases são submetidas a agitação e ao cisalhamento, e, em função da presença de emulsificantes naturais no petróleo (asfaltenos, resinas, ácidos nafténicos, dentre outras espécies químicas), de caráter lipofílico dominante, ocorre a dispersão de uma fase em outra, dando origem a emulsões do tipo água-óleo (A/O), isto é, diminutas gotas de água dispersas no petróleo recobertas por uma fina camada da fase oleosa. Esses agentes migram para esta interface, formando uma barreira que impede o contato entre as gotas, estabilizando a emulsão. Adicionalmente, sabe-se que estas emulsões podem ser também estabilizadas pela presença de materiais insolúveis, finamente divididos na interface.

### Desidratação e a dessalgação
Normalmente, a separação da água do petróleo realiza-se em duas etapas operacionais: a desidratação e a dessalgação. A desidratação é realizada nas unidades operacionais de produção instaladas em campo, e consiste, basicamente, na separação e remoção de grande parte da água, reduzindo seu teor a valores aceitáveis. A dessalgação do petróleo é realizada nas refinarias, e consiste em lavar o petróleo com água doce para remover grande parte do sal residual presente.
Os métodos de desidratação combinam efeitos, com o objetivo de remover os agentes emulsionantes presentes na interface, e de permitir a coalescência das gotas e a segregação das fases líquidas.
Assim, normalmente adiciona-se previamente determinado produto químico desestabilizante (desemulsificante) à corrente a ser processada, capaz de competir e deslocar os emulsificantes naturais presentes na interface. Em seguida, a emulsão é aquecida, e quando necessário, é fornecido ao sistema suficiente padrão de fluxo para que haja separação de fases.
Usualmente, no processamento primário de petróleo são empregados vasos separadores gravitacionais trifásicos para remover grande parte da água e do gás. Estes apresentam formato cilíndrico e são projetados para trabalharem a temperaturas e pressões razoavelmente elevadas, além de promoverem, em seu interior, o padrão de fluxo desejado para a segregação gravitacional.
De acordo com a designação API, um separador gravitacional trifásico é constituído de quatro seções distintas:
a) seção de separação primária - localizada na entrada do vaso, onde o fluido choca-se com dispositivos defletores, ou passa por um difusor, fazendo com que grande parte do gás separe, e o líquido decante em direção à parte inferior do vaso;
b) seção de separação secundária - constitui a porção superior do interior do vaso, ocupada pela fase gasosa. Nesta seção, grande parte do líquido arrastado, sob a forma de gotas, é separado por decantação, e pelo emprego de dispositivos mecânicos;
c) seção de acúmulo de líquido - localizada imediatamente abaixo da região ocupada pela fase gasosa, é formada pela extensão ocupada pela fase líquida. Esta seção é caracterizada pelo aparecimento de duas camadas distintas: óleo, acima, e água, abaixo;
d) seção de aglutinação - localizada na saída de gás do vaso, esta seção é constituída de dispositivos mecânicos, com elevada área de contato, permitindo a coalescência das gotas de líquido remanescente na corrente gasosa.

### Separadores de fundo
Separadores de fundo para óleo e gás são equipamentos utilizados para segregar e separar as fases em um escoamento bifásico. Sua aplicação é fundamental sempre que a co-existência das fases no escoamento implicar na operação inadequada de equipamentos ou incrementar processos indesejáveis, como a perda de carga ou a oscilação de variáveis operacionais (vazão, pressão, temperatura, etc) no sistema de transporte de fluidos.
Exemplos característicos, atuais, e de suma importância para o país, neste momento em que a produção de petróleo resulta em grande parte de reservas submarinas, é a ocorrência de escoamentos de gás e óleo em tubulações de completação e produção de petróleo, ou na sucção de bombas centrífugas submersas. Quando se produz um campo de petróleo, haverá sempre a ocorrência de escoamento bifásico (ou mesmo multifásico, com a presença de água e particulados sólidos) no poço e na tubulação de transporte da mistura entre a cabeça do poço e as facilidades de produção.
O gás, ou está naturalmente livre no reservatório e será produzido com o óleo, ou resultará da mudança de fase das frações mais leves do óleo, quando este perde pressão ao escoar para a superfície. Se a ocorrência simultânea de gás e óleo na tubulação, por um lado, diminui a energia hidrostática da coluna bifásica que se estabelece entre o reservatório e a superfície, por outro aumenta a energia dissipada no escoamento, induz oscilações de pressão e vazão neste escoamento e impede a instalação, entre o reservatório e a superfície, de equipamentos operacionalmente sensíveis à presença de gás misturado na corrente de óleo (como uma bomba centrífuga submersa referida acima, por exemplo).